# Кошталь, Мартин
Мартин Кошталь (словац. Martin Košťál; род. 23 февраля 1996, Нове-Замки) — словацкий футболист, играющий на позиции полузащитника. Ныне принадлежит польскому клубу «Сандецья».

## Клубная карьера
Кошталь начинал заниматься футболом в своём родном городе. В 2014 году его пригласили в Трнаву и он принял предложение местного «Спартака».
19 марта 2016 года дебютировал в словацком чемпионате в поединке против «ДАК 1904», выйдя на замену на 90-й минуте вместо Лукаша Михалика. Всего в дебютном сезоне провёл семь встреч, во всех выходя на замену. Забил один мяч, 16 апреля в ворота «Скалицы».
Сезон 2016/2017 начал игроком основы.